# 密穗虫实
密穗虫实（学名：Corispermum confertum）是苋科虫实属的植物。分布在远东地区以及中国大陆的吉林、辽宁、黑龙江等地，生长于海拔500米的地区，多生在沙地及固定沙丘，目前尚未由人工引种栽培。